# Pauesia californica
Pauesia californica är en stekelart som först beskrevs av William Harris Ashmead 1889.  Pauesia californica ingår i släktet Pauesia och familjen bracksteklar. Inga underarter finns listade i Catalogue of Life.